# Анастасий (Опоцкий)
Епи́скоп Анаста́сий (в миру Васи́лий Алекса́ндрович Опоцкий; 12 [24] марта 1830, Псковская губерния — 7 [20] декабря 1905, Петрозаводск) — епископ Русской православной церкви, епископ Олонецкий и Петрозаводский.

## Биография
Родился 12 марта 1830 года в семье протоиерея Псковской епархии.
С 1845 по 1851 год учился во Псковской семинарии.
С 8 октября 1852 года по 4 марта 1855 года по распоряжению семинарского начальства был послан для изучения сельского хозяйства в Санкт-Петербургское земледельческое училище, где пробыл до 1855 года.
23 октября 1855 рукоположён во священника села Сторожки Новоторжского уезда Псковской губернии.
В 1857 году овдовел и поступил в Санкт-Петербургскую духовную академию, которую окончил в 1861 году со степенью кандидата богословия, а затем удостоен звания магистра богословия.
14 сентября 1861 года пострижен в монашество с именем Анастасий.
7 мая 1862 года назначен инспектором Виленского духовного училища.
9 октября 1865 года переведён на должность инспектора и учителя Минской духовной семинарии.
Известность духовного писателя епископ Анастасий получил в бытность инспектором Минской духовной семинарии своими двадцатью тремя проповедями, изданными в Санкт-Петербурге в 1880 году, где он нередко выступал публицистом.
21 апреля 1869 года возведён в сан архимандрита.
В 1878 году вызван в Санкт-Петербург на чреду богослужения и проповеди.
С 20 июля 1881 года исправлял должность ректора Литовской духовной семинарии и настоятеля Виленского Свято-Троицкого монастыря.
15 мая 1885 года хиротонисан во епископа Брестского, второго викария Литовской епархии.
Служба его здесь совпала со временем, близким к совершившемуся воссоединению униатов, когда в особенности требовалось быть деятельным защитником и искренним исповедником православия. Выступал против насильственного «обрусения» западных губерний Российской империи, противопоставляя ему нравственное влияние на местное инородческое и иноверческое население со стороны русских.
17 ноября 1891 года назначен епископом Сарапульским, первым викарием Вятской епархии.
15 мая 1893 году переведён на кафедру епископа Чебоксарского, викария Казанской епархии.
В 1896 году определением Святейшего синода утверждён в должности председателя Казанского епархиального училищного совета.
27 июня 1897 года назначен епископом Туркестанским и Ташкентским, но по состоянию здоровья в Туркестан не выехал. Будучи недолго епископом Туркестанским и Ташкентским, был участником 3-го Всероссийского миссионерского съезда в Казани. В том же году «во внимание к его проповедническим трудам и просвещенному содействию богословской науке» был избран почётным членом Казанской духовной академии. 9 ноября 1897 года из-за крайне расстроенного здоровья был уволен от управления епархией
11 июля 1898 года был снова призван на служение и назначен епископом Балахнинским, викарием Нижегородской епархии.
20 января 1901 года епископ Анастасий был перемещен на кафедру епископа Олонецкого и Петрозаводского.
Скончался 7 декабря 1905 года.
Похоронен 11 декабря 1905 года у южной стены Воскресенского собора Петрозаводска, заупокойную литургию и отпевание совершил его родной брат, член Святейшего синода архиепископ Тверской и Кашинский Алексий (Опоцкий).

## Сочинения
- Взгляд на дело распространения и утверждения православия в Западном крае России (В память воссоединения униатов) // Минские епархиальные ведомости. — 1871.
- Проповеди. — СПб., 1880.
- «Слова и Речи».
- Жизнь Спасителя, как Высочайший образец и пример нравственной жизни. — Сергиев Посад, 1912.
- 23 проповеди: из них большая часть посвящена темам: «О недостатке женского воспитания»; «О русском обществе»; «О служении русскому делу в Западном крае»; «О популярности»; «О законности в гражданской деятельности»; «По случаю столетней годовщины смерти Ломоносова»; и три его выступления печатные: «Служу идее»; «Служу чести ради»; «Служу для куска хлеба».

## Награды
- бронзовый крест в память о войне 1853—1856 годов (1860)
- орден св. Анны 3-й степени (8 апреля 1873)
- орден св. Анны 2-й степени (1878)
- орден св. Владимира 4-й степени (7 апреля 1884) — за заслуги по управлению Виленским Свято-Троицким монастырём
- орден св. Владимира 3-й степени (5 апреля 1887)